# اشکی (ثلاث باباجانی)
اشکی (ثلاث باباجانی)، روستایی از توابع بخش مرکزی شهرستان ثلاث باباجانی در استان کرمانشاه ایران است.

## جمعیت
این روستا در دهستان خانه‌شور قرار دارد و براساس سرشماری مرکز آمار ایران در سال ۱۳۸۵، جمعیت آن ۱۰۱ نفر (۲۴خانوار) بوده‌است.